# Loúis Tsátoumas
Loúis Tsátoumas (in greco Λούης Τσάτουμας?; Messene, 12 febbraio 1982) è un lunghista greco.

## Biografia
È uno dei cinque atleti europei (insieme al sovietico Robert Ėmmijan, allo spagnolo Yago Lamela, al russo Aleksandr Men'kov e al tedesco dell'Est Lutz Dombrowski) ad aver superato gli otto metri e mezzo nel salto in lungo outdoor.

## Palmarès
| Anno | Manifestazione          | Sede       | Evento         | Risultato | Prestazione | Note                                     |
| ---- | ----------------------- | ---------- | -------------- | --------- | ----------- | ---------------------------------------- |
| 1999 | Mondiali allievi        | Bydgoszcz  | Salto in lungo | 4º        | 7,54 m      |                                          |
| 2000 | Mondiali juniores       | Santiago   | Salto in lungo | 21º       | 7,15 m      |                                          |
| 2001 | Europei juniores        | Grosseto   | Salto in lungo | Oro       | 7,98 m      |                                          |
| 2003 | Europei Under 23        | Bydgoszcz  | Salto in lungo | Oro       | 8,24 m      |                                          |
| 2003 | Mondiali                | Parigi     | Salto in lungo | 12º       | 7,72 m      |                                          |
| 2004 | Mondiali indoor         | Budapest   | Salto in lungo | 25º       | 7,34 m      |                                          |
| 2004 | Giochi olimpici         | Atene      | Salto in lungo | 22º       | 7,81 m      |                                          |
| 2005 | Europei indoor          | Madrid     | Salto in lungo | Finale    | nm          |                                          |
| 2006 | Mondiali indoor         | Mosca      | Salto in lungo | 4º        | 8,10 m      |                                          |
| 2006 | Europei                 | Göteborg   | Salto in lungo | 8º        | 7,84 m      |                                          |
| 2007 | Europei indoor          | Birmingham | Salto in lungo | Argento   | 8,02 m      |                                          |
| 2008 | Mondiali indoor         | Valencia   | Salto in lungo | 10º       | 7,77 m      |                                          |
| 2008 | Giochi olimpici         | Pechino    | Salto in lungo | Finale    | nm          |                                          |
| 2009 | Europei indoor          | Torino     | Salto in lungo | 12º       | 7,79 m      |                                          |
| 2009 | Giochi del Mediterraneo | Pescara    | Salto in lungo | Bronzo    | 8,20 m      |                                          |
| 2009 | Mondiali                | Berlino    | Salto in lungo | 11º       | 7,59 m      |                                          |
| 2010 | Europei                 | Barcellona | Salto in lungo | 6º        | 8,09 m      | Miglior prestazione personale stagionale |
| 2011 | Europei indoor          | Parigi     | Salto in lungo | 13º       | 7,81 m      |                                          |
| 2011 | Mondiali                | Taegu      | Salto in lungo | 14º (q)   | 8,01 m      |                                          |
| 2012 | Mondiali indoor         | Istanbul   | Salto in lungo | 6º        | 7,88 m      |                                          |
| 2012 | Giochi olimpici         | Londra     | Salto in lungo | 29º       | 7,53 m      |                                          |
| 2013 | Europei indoor          | Göteborg   | Salto in lungo | 5º        | 8,00 m      |                                          |
| 2013 | Giochi del Mediterraneo | Mersin     | Salto in lungo | Oro       | 8,14 m      |                                          |
| 2013 | Mondiali                | Mosca      | Salto in lungo | 10º       | 7,98 m      |                                          |
| 2014 | Mondiali indoor         | Sopot      | Salto in lungo | 4º        | 8,13 m      |                                          |
| 2014 | Europei                 | Zurigo     | Salto in lungo | Argento   | 8,15 m      |                                          |
| 2015 | Europei indoor          | Praga      | Salto in lungo | 4º        | 7,98 m      |                                          |